# Sroczków
Sroczków – wieś w Polsce położona w województwie świętokrzyskim, w powiecie buskim, w gminie Pacanów. Ma status sołectwa, należy do parafii pw. św. Marcina w Pacanowie.
W latach 1975–1998 miejscowość administracyjnie należała do województwa kieleckiego.

## Części wsi
| SIMC    | Nazwa            | Rodzaj    |
| ------- | ---------------- | --------- |
| 0257319 | Kliny            | część wsi |
| 0257325 | Naglówka         | część wsi |
| 0257331 | Nowe Szczypie    | część wsi |
| 0257348 | Podlasie         | część wsi |
| 0257354 | Sroczków Bankowy | część wsi |
| 0257360 | Szumarka         | kolonia   |
| 0257377 | Wólka            | część wsi |

## Historia
Najstarsza źródłowo poświadczona wzmianka o Sroczkowie pochodzi z II poł. XIV wieku. Była to wieś szlachecka, położona w bezpośrednim sąsiedztwie Pacanowa. W 1381 r. dziedzicem tej wsi był szlachetny Olbracht (który się pisał ze Sroczkowa).
W XV wieku wieś należała do szlacheckich właścicieli, którzy pisali się z domu Kopacz. W 1579 roku właścicielami Sroczkowa byli w części szlachetni Mateusz Niezwojowski, wojewoda krakowski Zborowski, Jan Sroczkowski i Święcicki.
Wiadomo, że od końca XVIII wieku Sroczków należał do parafii pacanowskiej.
W 1827 roku we wsi było 33 gospodarstw i 526 mieszkańców. W 1862 r. dziedzicem dóbr sroczkowskich był Karol Dąbrowski; w 1872 r. dobra te składały się z folwarku Sroczków i Szumarka. W 1885 roku wieś i folwark Sroczków należały do gminy Oleśnicy (dawny powiat stopnicki).
Po I wojnie większość ziemi w Sroczkowie należała do spółki bankowej i pozostawała pod jej zarządzaniem.
Od 1994 (30 grudnia) Sroczków leży w gminie Pacanów (wcześniej Oleśnica).